# Craniophora troni
Craniophora troni là một loài bướm đêm trong họ Noctuidae.